# مركز حمدي منكو للبحوث العلمية (الجامعة الأردنية)

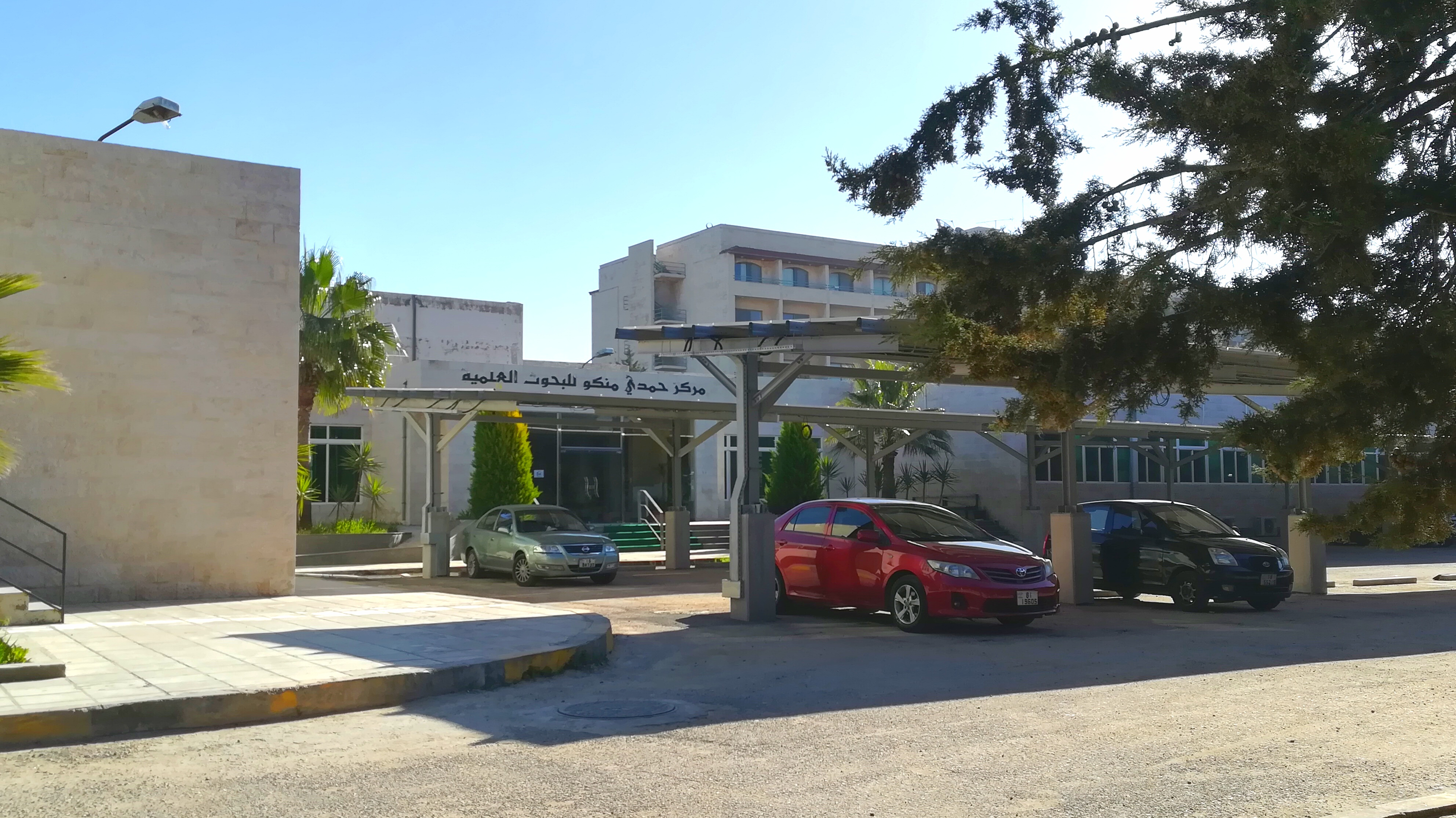
مبنى المركز.

مركز حمدي منكو للبحوث العلمية هو مركز بحثي يقع ضمن الجامعة الأردنية. تأسس عام 1999 ليكون مركزًا متخصصًا للبحوث العلمية وتطوير سبل التواصل والتعاون بين الهيئة التدريسية والباحثين والطلاب إضافة للقطاع الصناعي من أجل تعزيز الفرص البحثية وإيجاد حلول عملية لبعض المشاكل التي تواجه المجتمع. يوفر المركز العديد من أنشطة البحث العلمي المشترك في مجالات مختلفة منها علم المواد وتقنية النانو، مختبرات التقنيات الحيوية، مختبر زراعة الأنسجة، مختبر الفيروسات وأخيرًا مختبرات العلوم الصيدلانية.